# رأس الكلب
أنخيل جارسيا (بالإسبانية: Cabeza de Perro)‏ الملقب بـ رأس الكلب (1800، إيجيستي دي سان أندريس، تنريفي - ?¿، سانتا كروث دي تينيريفه) كان قرصان إسباني.
يحتمل أنه شارك في أعمال القرصنة من شبابه. ومارس أنشطة القرصنة على السواحل الأفريقية، وخاصة في منطقة البحر الكاريبي. وأكثر أعماله شهرة هو اعتداؤه على قارب كان يرتحل بين هافانا ونيويورك. قتل الطاقم بكامله بوحشية. لم ينجو منهم سوى امرأة وابنها بعد أن اختبأت. لكنها اكتشفت لاحقا وألقيت في البحر. بعد أن شعر بالندم أراد القرصان جارسيا أن يعود إلى أرضه ويتوقف عن القرصنة. ولكن بعد هبوطها في تنريفي اعتقل وأعدم في سانتا كروث دي تينيريفه.
ومثل غيره من القراصنة هناك اعتقاد سائد بوجود كنز خفي مخبأ في كهف بالقرب من مسقط رأسه. بنفس الطريقة مع القرصان امارو البغروس، وهو أيضا مواطن من تنريفي.
حاليا يعتقد أن هذا القرصان هي مجرد شخصية مستوحاة عن امارو البغروس، حيث لا توجد إشارات حقيقية لأنشطته أو عملية إعدامه، وإن كان هناك مجرم هناك اتخذ هذا اللقب في عشرينات القرن العشرين.